# Amietia vertebralis
Espèce
Statut de conservation UICN

 LC  : Préoccupation mineure
Synonymes
- Rana vertebralis Hewitt, 1927
- Rana umbraculata Bush, 1952
- Amietia umbraculata (Bush, 1952)

Amietia vertebralis est une espèce d'amphibiens de la famille des Pyxicephalidae.

## Répartition
Cette espèce est endémique du sud de l'Afrique. Elle se rencontre entre 1 750 et 3 314 m d'altitude, :
- dans les provinces de KwaZulu-Natal, d'État-Libre et de Cap-Oriental en Afrique du Sud ;
- au Lesotho.

## Publication originale
- Bush, 1952 : On Rana umbraculata, a new frog from South Africa. Annals of the Natal Museum, vol. 12, no 2, p. 153-164 (texte intégral).
- Hewitt, 1927 : Further descriptions of reptiles and batrachians from South Africa. Record of the Albany Museum, Grahamstown, vol. 3, p. 371-415.